# Пак Чжон-ян
Пак Чжон-ян (кор. 박중양 朴重陽, 3 мая 1872 — 23 апреля 1959) — корейский политик, журналист и чиновник, либеральный философ, агностик. Был одним из первых идеологов движения за независимость Кореи, носил прозвища Хэак (해악 海岳), Ильчо (일소 一笑).
В 1904—1905 годах принимал участие в Русско-японской войне. В мае 1906 года занимал пост мэра Тэгу, затем был губернатором Северного Кенсана (1906, 1908—1910), Пхенан-Намдо (1907—1908), Чолла-Намдо (1907), Чхунчхон-Намдо (1910—1915), Хванхэ (1921—1923, 1928), Северного Чхунчхона (1923—1925).